# Universidad Estatal de Montes Claros
La Universidad Estatal de Montes Claros (UNIMONTES) es una universidad pública brasileña con sede en Montes Claros en el estado de Minas Gerais. Ubicada en la ciudad de Montes Claros, el centro de los otros municipios de la región norte de Minas Gerais, Unimontes es una autarquía de régimen especial del estado, resultante de la transformación de la Fundação Norte-Mineira do Ensino Superior - FUNM. 
El Unimontes ofrece formación en las áreas de salud, educación, ciencias sociales aplicadas, humanidades y ciencias exactas en el campus principal de Montes Claros, así como en sus campus de Almenara, Brasilia de Minas, Bocaiúva, Espinosa, Janaúba, Januária, Paracatu / Unaí, Pirapora, Salinas y São Francisco, así como el núcleo en Joaíma, además de los más de 300 municipios del consorcio. 

## Historia
La Universidad Estatal de Montes Claros fue el resultado de la transformación de la Fundação Norte-Mineira do Ensino Superior (FUNM), de conformidad con el párrafo 3 del artículo 82 de la Ley de Disposiciones Constitucionales Transitorias de la Constitución del Estado de Minas Gerais de 1989. La FUNM fue creada a través de la Ley Estatal N.º 2.615 del 24 de mayo de 1962. La primera unidad de educación superior de la FUNM se estableció en 1965, con la creación de la Facultad de Derecho (FADIR).
Al año siguiente surgió la unidad pionera de educación superior del norte de Minas, nombrada Facultad de Filosofía, Ciencias y Letras (FAFIL), teniendo como entidad de apoyo a la Fundación Educativa Luiz de Paula (FELP). En 1964, se inician las carreras de geografía, historia, letras y pedagogía en instalaciones cedidas. Ya en 1966, FAFIL se desliga de la FELP y se une a la FUNM. En 1968 se implementaron las carrerasde matemáticas, ciencias sociales y filosofía en la FAFIL. En 1969, se creó la Facultad de Medicina (FAMED). En 1972, da inicio la Facultad de Administración y Finanzas (FADEC), con las carreras de administración, contabilidad y ciencias económicas. En 1987, la Facultad de Educación Artística (FACEART) comenzó sus labores académicas.

## Áreas académicas

### Pregrado
| Área                                               | Programas académicos |
| -------------------------------------------------- | --- |
| Centro de Ciencias Biológicas y de la Salud (CCBS) | - Ciencias biológicas - Educación física - Enfermería - Medicina - Odontología |
| Centro de Ciencias Exactas y Tecnológicas (CCET)   | - Agronomía - Ingeniería civil - Ingeniería de sistemas - Matemáticas - Química - Sistemas de la información - Tecnología de agronegocios - Zootecnia                                          |
| Centro de Ciencias Humanas (CCH)                   | - Artes (música) - Artes (teatro) - Artes visuales - Ciencias de la religión - Filosofía - Geografía - Historia - Letras (en español) - Letras (en inglés) - Letras (en portugués) - Pedagogía |
| Centro de Ciencias Sociales Aplicadas (CCSA)       | - Administración - Ciencias contables - Ciencias económicas - Ciencias sociales - Derecho - Servicio social                                                                                    |

## Posición en rankings
En el Ranking Universitario de Folha de S.Paulo - RUF 2014, (Ranking Universitário Folha de S.Paulo), uno de los indicadores más importantes de educación superior en Brasil, la carrera de Agronomía de la Unimontes (campus de Janaúba) fue considerado el 15º mejor curso en el territorio nacional. En este mismo ranking, la Unimontes fue considerada una de las 100 mejores instituciones educativas de Brasil.